# 디니거얼 이라무장
디니거얼 이라무장(중국어 간체자: 迪妮格尔·衣拉木江, 정체자: 迪妮格爾·衣拉木江, 병음: Dínīgéěr Yīlāmùjiāng, 한자음: 적니격이·의랍목강, 2001년 5월 3일~) 또는 딜니가르 일함잔(위구르어: دىلنىگار ئىلھامجان)은 중화인민공화국의 크로스컨트리 스키 선수이다.
위구르족 출신으로 국제 스키 연맹(FIS)이 주관한 대회에서 처음으로 메달을 획득한 중화인민공화국 스키 선수라는 기록을 가지고 있으며 2022년 동계 올림픽에서 성화 점화자를 맡았다.

## 어린 시절
디니거얼 이라무장은 2001년 중화인민공화국 신장 위구르 자치구 아러타이에서 태어난 위구르족이다. 그녀의 아버지인 이라무장 무라지는 크로스컨트리 스키 선수로 활동했으며 1993년에 열린 중화인민공화국 전국 크로스컨트리 스키 선수권 대회에서 3위에 입상했다. 이라무장은 1994년 선수 생활을 마감한 후 아러타이시 크로스컨트리 스키 팀의 코치를 역임했다. 어머니 루셴 하티바지(중국어: 茹仙·哈提巴吉, 위구르어: روشەن خاتىۋاجى)는 교사로 근무했다.
디니거얼은 아버지의 영향을 받아 12세에 스키 훈련을 시작했다. 2012년에 지린성 창춘에서 열린 제12회 중화인민공화국 동계 전국운동회에서 알타이시 청소년 대표로 참가했고 2017년에 중화인민공화국 크로스컨트리 스키 국가대표팀에 발탁되었다.

## 올림픽 이전의 선수 경력
디니거얼은 2018년 훈련을 위해 노르웨이로 건너가 노르웨이 출신 스키 지도자인 크리스티안 비우네 스벤(노르웨이어: Kristian Bjune Sveen)의 제자가 되었고 스벤은 그녀를 훈련시키기 위해 중화인민공화국 신장 위구르 자치구를 방문했다. 이후 노르웨이에서 카자흐족 혈통을 가진 중화인민공화국의 스키 선수인 바야니 자린과 함께 3년 동안에 걸친 훈련을 가졌다. 2018년부터 국제 대회에 출전한 디니거얼은 그 해 12월 29일 이탈리아 도비아코에서 열린 크로스컨트리 스키 월드컵 9차 대회 스프린트 부분에 참가하면서 월드컵에 데뷔했고 74위로 경기를 마쳤다.
이듬해인 2019년 1월 노르웨이 드람멘 남쪽에 위치한 콘네루 마을에서 열린 노르웨이 주니어 스키컵 대회에서 2위를 차지했다. 이 대회 후 같은 달 핀란드 라흐티에서 열린 2019년 세계 주니어 선수권 대회에 참가하여 여자 5km 프리 부문에서 26위에 올랐고 계주에서 13위를 기록했다. 3월에는 중화인민공화국 베이징에서 열린 FIS 베이징 크로스컨트리 스키 포인트 그랑프리 대회 스프린트 베이징 경기에서 스웨덴의 마리아 노르스트룀의 뒤를 이어 2위를 차지하며 은메달을 획득했다. 7월에는 롤러 스키 국가대표 선수로 활동하여 베이징에서 열린 롤러 스키 월드컵 대회에 출전했다. 그녀는 스프린트 부문에서 17위, 집단출발 부문에서 16위에 올랐다. 9월에는 뉴질랜드 카드로나에서 열린 오스트레일리아-뉴질랜드컵 대회에 출전하여 클래식 5위, 집단출발 4위를 기록했다. 12월에는 슬로베니아 플라니차에서 열린 월드컵 7차 대회에 참가하여 스프린트 부문에서 51위를 기록했다.
디니거얼은 2020년 1월에 노르웨이 아케르후스주 네스에서 열린 스칸디나비안컵 대회에 참가하여 스프린트 70위를 기록했고 독일 드레스덴에서 열린 월드컵 15차 대회에서 스프린트 57위에 올랐다. 2월에는 스웨덴 외스테르순드에서 열린 22~23차 월드컵 대회에서 프리 67위, 추적 65위를 기록했고 노르웨이 메로케르에서 열린 25차 월드컵에서 집단출발 34위에 올랐다. 이후 같은 달에 독일 오버비젠탈에서 열린 2020년 세계 주니어 선수권 대회에서 스프린트 28위, 클래식 5위에 올랐다. 그 해 12월에 스위스 다보스에서 열린 월드컵 대회에서 프리 부문 19위에 오르면서 선수 경력 처음으로 월드컵 개인 순위 20위권 안에 들었다. 또한 12월에 드레스덴에서 열린 월드컵 단체 스프린트 경기에서 바야니 자린와 출전하여 결승 진출에 성공했고 결승에서 9위를 기록했다. 2021년 2월에는 핀란드 부오카티에서 열린 2021년 세계 주니어 선수권 대회에 참가하여 스프린트 32위, 프리 6위, 집단출발 12위에 올랐다. 3월에는 독일 오버슈트도르프에서 열린 2021년 세계 선수권 대회에 중국 국가대표로 참가하면서 선수 경력 처음으로 세계 선수권 대회에 출전했다. 그녀는 이 대회에서 프리 종목 41위에 올랐고 단체 스프린트에서 13위를 기록했다.

## 2022년 동계 올림픽
디니거얼은 2022년 2월 4일에 중화인민공화국 베이징에서 열린 2022년 동계 올림픽 개막식에서 중화인민공화국의 남자 노르딕 스키 선수인 자오자원과 함께 올림픽 성화를 점화한 마지막 주자 가운데 한 사람으로 참여했다. 이를 두고 서방 세계의 여러 언론은 그동안 중화인민공화국의 위구르족 집단학살 의혹 제기, 2022년 베이징 동계 올림픽에 대한 외교적 보이콧(선수단은 대회에 참가하지만 정부의 공식 사절단은 대회 현장에 파견하지 않는 보이콧 방식)을 주도한 서방 국가들의 행동에 반발해 온 중화인민공화국이 신장 위구르 자치구에서 태어난 위구르족 스키 선수인 디니거얼을 성화 점화자로 선택하면서 전달하려는 메시지에 대해 주목했다. 특히 인권 단체들은 중화인민공화국이 올림픽을 정치화하기 위하여 위구르족 출신 선수를 성화 점화자로 선택했다고 비난했다. 그러나 국제 올림픽 위원회(IOC)는 디니거얼을 2022년 베이징 동계 올림픽 개막식 성화 봉송 주자 가운데 한 사람으로 선택한 중화인민공화국의 결정을 환영하고 지지했다. 또한 디니거얼이 올림픽 대회에 참가하는 선수 가운데 한 사람이기 때문에 어떠한 행사에 참가할 권리가 있다고 주장했다.
디니거얼은 2월 5일에 열린 여자 크로스컨트리 스키 15km 스키애슬론 경기에 참가하여 43위를 기록했다. 그는 경기가 끝난 이후에 언론 인터뷰를 할 수 있는 혼합 구역을 거치지 않고 별도의 통로를 통해 나왔다. 그는 2월 12일에 열린 여자 크로스컨트리 스키 4 x 5km 계주 경기에 출전할 예정이었으나 경기장에 나타나지 않았다. 익명의 소식통에 따르면 그가 '세상의 시선'이 자신한테 쏠렸기 때문에 육체적, 정신적으로 많이 지쳤다고 주장했다. 그는 대회 마지막 날인 2월 20일에 열린 여자 크로스컨트리 스키 30km 프리스타일 경기에 참가하여 60위를 기록했다.

## 베이징 올림픽 이후 경력
디니거얼은 베이징 동계 올림픽 이후 2022년 2월 말에 노르웨이 헤게보스타에서 열린 2022년 세계 U-23 선수권 대회에 참가했고 스프린트 36위에 올랐다. 또한 혼성 계주 종목에서 류룽성, 천더건, 쿵웨이자와 함께 출전하여 16위를 기록했다. 같은 해 3월 드람멘에서 열린 월드컵에서 스프린트 50위를 기록했고 4월에 핀란드 타이발코스키에서 열린 4KAAD 국제 마라톤 스키 대회에 참가하여 프리 부문 7위에 올랐다.
디니거얼은 핀란드 4KAAD 국제 대회 이후 대회에 출전하지 않다가 2024년 2월 내몽골 자치구 후룬베이얼에서 열린 중화인민공화국 동계 전국운동회에 참가하여 선수로 복귀했다. 그 해 12월에 노르웨이 헤게보스타에서 열린 국제 스키 대회를 통해 국제 무대에 복귀했고 프리 부문에서 노르웨이의 안나 헤겐, 대표팀 동료인 바야니 자린의 뒤를 이어 3위로 동메달을 획득했다. 이듬해인 2025년 2월에는 중화인민공화국 하얼빈에서 열린 2025년 동계 아시안 게임에 참가했다. 그녀는 대표팀 동료인 리레이와 멍훙롄의 뒤를 이어 스프린트 종목에서 동메달을 획득했고 프리 종목에서 바야니의 뒤를 이어 은메달을 획득했다. 또한 리레이, 츠춘쉐, 천링솽과 함께 계주 종목에 출전했고 중국 대표팀은 카자흐스탄과 일본팀을 꺾으며 금메달을 획득했다.